# ATP Atlanta
Das ATP-Turnier von Atlanta (offiziell BB&T Atlanta Open) war ein US-amerikanisches Tennisturnier, das jährlich im Sommer in Atlanta, Georgia stattfand.

## Geschichte
Die ATP erwarb 2009 die Tennislizenz des Turniers in Indianapolis, da dort die Ticketeinnahmen und das Interesse der Topspieler zurückgegangen war. Im Dezember 2009 wurde bekannt gegeben, dass die Lizenz nach Atlanta verkauft worden war. Erstmals veranstaltet wurde das Turnier im Juli 2010. Der Wettbewerb war Teil der ATP Tour 250 und der US Open Series, einer Serie von Hartplatzturnieren in Nordamerika, die als Vorbereitung für die US Open dienen soll. Veranstaltungsort war das Atlantic Stadion.
Im Zuge der „One Vision“ der ATP, nach der mehr größere Turniere ausgetragen werden sollen, wurde die Veranstaltung 2024 eingestellt.

## Siegerliste
Rekordsieger des Hartplatzturniers ist John Isner, der sechsmal erfolgreich war. Im Doppel siegten Matthew Ebden sowie die Bryan-Zwillinge jeweils zweimal. Als in Atlanta noch auf Sand gespielt wurde, waren Michael Chang im Einzel und Richey Reneberg im Doppel mit je zwei Turniersiegen die Rekordtitelträger. Andy Roddick gewann als einziger Spieler beide Veranstaltungen.

### Einzel
| Jahr | Sieger             | Finalgegner       | Ergebnis         |
| ---- | ------------------ | ----------------- | ---------------- |
| 2024 | Yoshihito Nishioka | Jordan Thompson   | 4:6, 7:62, 6:2   |
| 2023 | Taylor Fritz       | Aleksandar Vukic  | 7:5, 6:75, 6:4   |
| 2022 | Alex de Minaur (2) | Jenson Brooksby   | 6:3, 6:3         |
| 2021 | John Isner (6)     | Brandon Nakashima | 7:68, 7:5        |
| 2020 | abgesagt           | abgesagt          | abgesagt         |
| 2019 | Alex de Minaur (1) | Taylor Fritz      | 6:3, 7:62        |
| 2018 | John Isner (5)     | Ryan Harrison     | 5:7, 6:3, 6:4    |
| 2017 | John Isner (4)     | Ryan Harrison     | 7:66, 7:67       |
| 2016 | Nick Kyrgios       | John Isner        | 7:63, 7:64       |
| 2015 | John Isner (3)     | Marcos Baghdatis  | 6:3, 6:3         |
| 2014 | John Isner (2)     | Dudi Sela         | 6:3, 6:4         |
| 2013 | John Isner (1)     | Kevin Anderson    | 6:73, 7:62, 7:62 |
| 2012 | Andy Roddick       | Gilles Müller     | 1:6, 7:62, 6:2   |
| 2011 | Mardy Fish (2)     | John Isner        | 3:6, 7:66, 6:2   |
| 2010 | Mardy Fish (1)     | John Isner        | 4:6, 6:4, 7:64   |

### Doppel
| Jahr | Sieger                                    | Finalgegner                        | Ergebnis           |
| ---- | ----------------------------------------- | ---------------------------------- | ------------------ |
| 2024 | Nathaniel Lammons (2) Jackson Withrow (2) | André Göransson Sem Verbeek        | 4:6, 6:4, [12:10]  |
| 2023 | Nathaniel Lammons (1) Jackson Withrow (1) | Max Purcell Jordan Thompson        | 7:63, 7:64         |
| 2022 | Thanasi Kokkinakis Nick Kyrgios           | Jason Kubler John Peers            | 7:64, 7:5          |
| 2021 | Reilly Opelka Jannik Sinner               | Steve Johnson Jordan Thompson      | 6:4, 6:76, [10:3]  |
| 2020 | abgesagt                                  | abgesagt                           | abgesagt           |
| 2019 | Dominic Inglot Austin Krajicek            | Bob Bryan Mike Bryan               | 6:4, 6:75, [11:9]  |
| 2018 | Nicholas Monroe John-Patrick Smith        | Ryan Harrison Rajeev Ram           | 3:6, 7:65, [10:8]  |
| 2017 | Bob Bryan (2) Mike Bryan (2)              | Wesley Koolhof Artem Sitak         | 6:4, 6:3           |
| 2016 | Andrés Molteni Horacio Zeballos           | Johan Brunström Andreas Siljeström | 7:62, 6:4          |
| 2015 | Bob Bryan (1) Mike Bryan (1)              | Colin Fleming Gilles Müller        | 4:6, 7:62, [10:4]  |
| 2014 | Vasek Pospisil Jack Sock                  | Steve Johnson Sam Querrey          | 6:3, 5:7, [10:5]   |
| 2013 | Édouard Roger-Vasselin Igor Sijsling      | Colin Fleming Jonathan Marray      | 7:66, 6:3          |
| 2012 | Matthew Ebden (2) Ryan Harrison           | Xavier Malisse Michael Russell     | 6:3, 3:6, [10:6]   |
| 2011 | Alex Bogomolow Matthew Ebden (1)          | Matthias Bachinger Frank Moser     | 3:6, 7:5, [10:8]   |
| 2010 | Scott Lipsky Rajeev Ram                   | Rohan Bopanna Kristof Vliegen      | 6:3, 6:74, [12:10] |